# El Chavo (serial animowany)
El Chavo (2006–2014) – meksykański serial animowany, stworzony na podstawie serialu telewizyjnego o tej samej nazwie w reżyserii Roberto Gomez Bolaños. 
Serial nigdy nie był emitowany w Polsce.

## Bohaterowie
- El Chavo
- Godínez
- Don Ramón
- Ñoño
- Doña Florinda
- La Popis
- Señor Barriga
- Quico
- Doña Clotilde
- Professor Jirafales
- Jaimito
- Patty
- Gloria

## Spis odcinków
| N/o            | Polski tytuł | Hiszpański tytuł                   |
| -------------- | ------------ | ---------------------------------- |
|                |              |                                    |
| SERIA PIERWSZA |              |                                    |
|                |              |                                    |
| 01             |              | Los globos                         |
|                |              |                                    |
| 02             |              | Insomnio                           |
|                |              |                                    |
| 03             |              | Una mosca en el café               |
|                |              |                                    |
| 04             |              | Satanás                            |
|                |              |                                    |
| 05             |              | Los yeseros                        |
|                |              |                                    |
| 06             |              | Falta de agua                      |
|                |              |                                    |
| 07             |              | El juego de beisbol                |
|                |              |                                    |
| 08             |              | La venta de churros                |
|                |              |                                    |
| 09             |              | Toques a ritmo de vals             |
|                |              |                                    |
| 10             |              | El Chavo lavacoches                |
|                |              |                                    |
| 11             |              | Fútbol americano                   |
|                |              |                                    |
| 12             |              | Un ratero en la vecindad           |
|                |              |                                    |
| 13             |              | La mascota de Quico                |
|                |              |                                    |
| 14             |              | Fotos buenas, regulares y/o peores |
|                |              |                                    |
| 15             |              | El amor llegó a la vecindad        |
|                |              |                                    |
| 16             |              | Una broma de gran peso             |
|                |              |                                    |
| 17             |              | Cuéntame una de fantasmas          |
|                |              |                                    |
| 18             |              | Clases de box                      |
|                |              |                                    |
| 19             |              | Deudas a pagar y sillas a pegar    |
|                |              |                                    |
| 20             |              | Los bomberos                       |
|                |              |                                    |
| 21             |              | Limpieza en la vecindad            |
|                |              |                                    |
| 22             |              | Pintando la vecindad               |
|                |              |                                    |
| 23             |              | El desayuno del Chavo              |
|                |              |                                    |
| 24             |              | La casita del Chavo                |
|                |              |                                    |
| 25             |              | Sonámbulos                         |
|                |              |                                    |
| 26             |              | Vacaciones en Acapulco             |
|                |              |                                    |
| SERIA DRUGA    |              |                                    |
|                |              |                                    |
| 27             |              | El gran premio de la vecindad      |
|                |              |                                    |
| 28             |              | El Justiciero enmascarado          |
|                |              |                                    |
| 29             |              | Las historias de terror            |
|                |              |                                    |
| 30             |              | !Como suben los alimentos!         |
|                |              |                                    |
| 31             |              | Dinero perdido                     |
|                |              |                                    |
| 32             |              | Cuidemos el agua                   |
|                |              |                                    |
| 33             |              | Don Ramón enamorado                |
|                |              |                                    |
| 34             |              | Amar a los enemigos                |
|                |              |                                    |
| 35             |              | Regalo de Navidad                  |
|                |              |                                    |
| 36             |              | El hombre invisible                |
|                |              |                                    |
| 37             |              | Las aguas Frescas                  |
|                |              |                                    |
| 38             |              | Don Ramón Lechero                  |
|                |              |                                    |
| 39             |              | La vecindad en guerra              |
|                |              |                                    |
| 40             |              | Se busca                           |
|                |              |                                    |
| 41             |              | Canta, Chavo                       |
|                |              |                                    |
| 42             |              | !Esas llantitas, Senor Barriga!    |
|                |              |                                    |
| 43             |              | Invasión extraterrestre            |
|                |              |                                    |
| 44             |              | El campamento                      |
|                |              |                                    |
| 45             |              | Los dientes de leche               |
|                |              |                                    |
| 46             |              | La novia del Chavo                 |
|                |              |                                    |
| 47             |              | Un bebé en la vecindad             |
|                |              |                                    |
| 48             |              | Vamos al circo                     |
|                |              |                                    |
| 49             |              | Las olimpiadas                     |
|                |              |                                    |
| 50             |              | Juguetes de papel                  |
|                |              |                                    |
| 51             |              | Regalo de Navidad I                |
|                |              |                                    |
| 52             |              | Los piratas                        |
|                |              |                                    |
| SERIA TRZECIA  |              |                                    |
|                |              |                                    |
| 53             |              | Todo por un pastel                 |
|                |              |                                    |
| 54             |              | Visita al zoológico                |
|                |              |                                    |
| 55             |              | El partido de futbol               |
|                |              |                                    |
| 56             |              | Como De película                   |
|                |              |                                    |
| 57             |              | El Chavo y el lobo                 |
|                |              |                                    |
| 58             |              | Una de vaqueros                    |
|                |              |                                    |
| 59             |              | Aguas con las ranas                |
|                |              |                                    |
| 60             |              | El teatro en la vecindad           |
|                |              |                                    |
| 61             |              | Dos mosqueteras y el Chavo         |
|                |              |                                    |
| 62             |              | Un día de suerte                   |
|                |              |                                    |
| 63             |              | La feria                           |
|                |              |                                    |
| 64             |              | El valor de la amistad             |
|                |              |                                    |
| 65             |              | Aquí espantan                      |
|                |              |                                    |
| 66             |              | Caido del cielo                    |
|                |              |                                    |
| 67             |              | Un festival de ambiente            |
|                |              |                                    |
| 68             |              | Un día en la tele                  |
|                |              |                                    |
| 69             |              | Un buen recado                     |
|                |              |                                    |
| 70             |              | El repartidor de pizzas            |
|                |              |                                    |
| 71             |              | El ataque de los insectos          |
|                |              |                                    |
| 72             |              | Los ninos pintores                 |
|                |              |                                    |
| 73             |              | Una visita al museo                |
|                |              |                                    |
| 74             |              | No te vayas Nono                   |
|                |              |                                    |
| 75             |              | Invierno en la vecindad            |
|                |              |                                    |
| 76             |              | La casa del árbol                  |
|                |              |                                    |
| 77             |              | La maquina del tiempo              |
| 78             |              | La maquina del tiempo              |
|                |              |                                    |